# Кицбюэль
Ки́цбюэль (нем. Kitzbühel) — старинный австрийский город-курорт горнолыжной направленности в Тироле.
Площадь города составляет 58,01 км², население — 8239 человек (1 января 2021), плотность населения — 142 чел./км².

## Города-побратимы
Кицбюэль является городом-побратимом следующих городов (в скобках указан год заключения договора о сотрудничестве):
- англ. Greenwich, Connecticut, США, (1961)
- Ямагата, яп. 山形市, Япония, (1963)
- англ. Sun Valley, Idaho, США, (1967)
- итал. Sterzing-Vipiteno, Италия, (1971)
- фр. Rueil-Malmaison, Франция, (1979)
- Бад-Зоден, нем. Bad Soden am Taunus, Германия, (1984)

## История
В 1342 году вошёл в состав графства Тироль. Примерно в то же время началось здесь строительство замка Лебенберг.

## Население
Площадь коммуны составляет 58,01 км², население — 8239 человек (1 января 2021), плотность населения — 142 чел./км²

## Политическая ситуация
Бургомистр коммуны — Клаус Винклер (АНП) по результатам выборов 2004 года.
Совет представителей коммуны (нем. Gemeinderat) состоит из 19 мест.
- АНП занимает 8 мест.
- местный блок: 5 мест.
- СДПА занимает 3 места.
- местный список: 3 места.

## Туризм и спорт
Кицбюэль — один из самых известных и модных зимних спортивных курортов Австрии. Склон Ханенкамм является местом проведения соревнований в рамках ежегодного мирового кубка по лыжам, в том числе важнейшего события в турнирном цикле — состязаний по скоростному спуску на знаменитой трассе «Штрайф». Эти соревнования по скоростному спуску считаются одним из труднейших этапов мирового кубка. Летом Кицбюэль также принимает Открытый кубок Австрии, теннисный турнир ATP Challenger на кортах с грунтовым покрытием.
«Кицбюэлер Альпенралли» (нем. Kitzbüheler Alpenrallye) — ежегодный фестиваль старинных автомобилей. Впервые он проводился в 1988 году. В Кицбюэль совершило свою первую поездку 2004 года «содружество приятелей-мишек» (United Buddy Bears), после чего началось их первое путешествие в «большой мир» с посещением Гонконга и многих других деловых и культурных столиц на всех пяти континентах.
Ещё одна достопримечательность — воздушный трамвай 3 S — подвесная вагонная канатная дорога с самым длинным пролётом[сколько?] в мире.

## Известные люди
- Курт Занднер — австро-немецкий писатель.
- Антон «Тони» Зайлер — австрийский горнолыжник.
- Карл Вильгельм фон Далла Торре — австрийский ботаник и энтомолог.
- Haddaway — поп-музыкант.
- Майзе, Себастиан — кинорежиссёр.